# هوندا سیویک جی‌ایکس
هوندا سیویک جی‌ایکس (Honda Civic GX) خودرویی است که از سال ۱۹۹۸ تاکنون تولید شده‌است. طراحی آن خودروهای موتور جلو-محور جلو بوده‌است. 